# Національна контейнерна компанія
Національна контейнерна компанія (НКК) — один із найбільших контейнерних операторів в Росії і СНД у 2000-і роки. Компанія створена у 2002 році, її контейнерні термінали були розташовані в основному на Балтійському морі. Сукупний контейнерний вантажообіг морських контейнерних терміналів у 2012 році склав близько 1,069 млн TEU. У 2013 році НКК продали, і вона стала частиною компанії Global Ports.

## Історія
У 2002 році «Северстальтранс», на базі якої в подальшому сформується холдинг «Н-Транс», спільно з групою First Quantum, яка була одним із акціонерів ВАТ «Морський порт Санкт-Петербург», створив «Національну контейнерну компанію». У нове підприємство увійшов проект контейнерного терміналу в Усть-Лузі, що реалізовується спільно з німецькою Eurogate, і спільний з групою «Дело» проект контейнерного терміналу НУТЕП в Новоросійську.
У 2006 році партнери розділили «Національну контейнерну компанію». «Северстальтранс» отримала частки в далекосхідних контейнерних терміналах — «Владивостоцькому контейнерному терміналі» (це було СП з ВАТ «Владивостоцький морський торговельний порт») і «Східної стивідорної компанії» (іншим акціонером був Dubai Port World). First Quantum отримав активи НКК на Північному Заході і Півдні — «Перший контейнерний термінал», «Балтійський контейнерний термінал» (Сучасний «Усть-Лузький контейнерний термінал»), частку у Новоросійському НУТЕП і «Каспійський контейнерний термінал» в порту Оля. У тому ж 2006 році у НКК з'явився новий акціонер: 50 % акцій купила група FESCO.
У 2009 році стартувала робота наземного контейнерного терміналу і логістичного комплексу в Шушарах («Логістика-Термінал»), будівництво якого велося з 2007 року. На «Логістика-Терміналі» у 2011 році вперше в Росії була застосована технологія «сухого порту», яка припускає вільне переміщення контейнерів між морським і тиловим терміналом.
У 2010 році FESCO вийшла з капіталу НКК. Частку викупив другий акціонер після тривалого конфлікту на тлі відмови FESCO фінансувати розвиток терміналу в Усть-Лузі.
У грудні 2011 року відбулося введення в експлуатацію першої черги «Усть-Лузького контейнерного терміналу» в порту Усть-Луги; перший захід судна здійснила компанія Unifeeder.
У 2011 році ДК «Дело» викупила у НКК частку в НУТЕП.
Станом на 2012 рік «Національна контейнерна компанія» була найбільшим в Росії оператором контейнерних терміналів. На той момент під її управлінням знаходилося п'ять контейнерних терміналів: «Перший контейнерний термінал» (Санкт-Петербург), "Усть-Лузький контейнерний термінал (Ленінградська область), Логістика-термінал (Шушари, Санкт-Петербург), «Контейнерний термінал „Іллічівськ“» (Одеська область, Україна), «Національний контейнерний термінал» (Рига, Латвія). Також група управляла двома контейнерними операторами: «НКК Логістика» (залізничний оператор) і «Балтконтейнер» (автотранспортний оператор). Сукупний контейнерний вантажообіг морських контейнерних терміналів Групи НКК у 2012 році склав близько 1,069 млн TEU. За перші шість місяців 2013 року морськими терміналами групи НКК було перевалено близько 561 тис. TEUs, що приблизно на 7 % більше в порівнянні з першим півріччям 2012 року. У 2012 році консолідований виторг склав $ 253,3 млн, скоригований показник EBITDA склав $ 164 мл.
У 2013 році Global Ports, створена з портових активів «Н-Транс», купила «Національну контейнерну компанію». В угоду увійшли 100 % «Першого контейнерного терміналу», 80 % «Усть-Лузького контейнерного терміналу» і 100 % «Логістика Термінал». За 100 % НКК віддала Global Ports $ 291 млн і 18 % власних акцій, в результаті чого частки основних акціонерів Global Ports — TIHL (представляє інтереси акціонерів «Н-Транс») і APM Terminals B.V. (термінальний підрозділ групи AP Møller — Mærsk) — знизилися з 37,5 % до 30,75 %, частка акцій у вільному обігу зменшилася з 25 % до 20,5 %; структури акціонерів НКК — Андрій Кобзар і менеджмент First Quantum — отримали по 9 % у капіталі Global Ports. В результаті угоди об'єднана компанія зайняла 82 % ринку контейнерних оборотів Петербурга, 79 % всього північного заходу від Мурманська до Калінінграда і близько 39 % по всій Росії.